# Conférence des régions périphériques maritimes d’Europe
La Conférence des Régions Périphériques Maritimes d'Europe ou CRPM (en anglais the Conference of Peripheral Maritime Regions of Europe ou CPMR) est une association française loi de 1901 créée en 1973 dont le siège se trouve à Rennes. Elle regroupe plus de 150 régions littorales issues de 25 pays (membres et non-membres de l'Union Européenne).
Ces régions souvent touristiques très peuplées et/ou industrialisées abritent environ 200 millions d'habitants. Elles sont confrontées à des problématiques particulières liées à leurs conditions géographiques, par exemple au tourisme littoral, à la surexploitation des océans, à la montée du niveau des mers, au fonctionnement et la connectivité des ports aux réseaux de transports européens, aux risques de pollution maritime, ou à la sécurité maritime, entre autres.
La CRPM promeut les intérêts et besoins particuliers des régions littorales, notamment auprès des institutions européennes (notamment la Commission et le Parlement européens, le Comité des régions), mais aussi des États. Elle développe des initiatives de coopération sur des thématiques et projets concrets pour valoriser les atouts de ses régions membres et renforcer les échanges et la cohésion entre elles et au-delà.
Depuis le printemps 2015, la CRPM assure le Secrétariat de l'intergroupe Mer, Rivières, Îles et Zones Côtières (en anglais Seas, Rivers, Islands and Coastal Areas ou SEARICA) du Parlement européen.

## Fonctionnement
Afin d'observer le maximum de pertinence sur les problématiques territoriales qu'elle relaie et pour faciliter son travail, la CRPM se compose d'un secrétariat général et de commissions géographiques. Le secrétariat général est l'organe coordinateur de ses six commissions géographiques, lesquelles se divisent par bassins maritimes :
- la Commission Arc Atlantique
- la Commission Balkans et Mer Noire
- la Commission Interméditerranéenne
- la Commission pour la Mer Baltique
- la Commission Mer du Nord
- la Commission des Îles.